# Daddy
"Daddy" là bài hát của nghệ sĩ người Hàn Quốc PSY. Đây là đĩa đơn nằm trong album mới, "Chiljip PSY-Da," của Psy. Bài hát có sự tham gia của nghệ sĩ K-pop CL và là bản nhái ngược của bài hát "I Got It From My Mama" của will.i.am. Video ca nhạc của bài hát được tung lên Youtube ngày 30 tháng 11 năm 2015.